# Gornja Vrijeska
Gornja Vrijeska – wieś w Chorwacji, w żupanii bielowarsko-bilogorskiej, w gminie Đulovac. W 2011 roku liczyła 42 mieszkańców.